# Wilhelm Nordenson
Johan Wilhelm Nordenson, född 18 februari 1883 i Paris, död 12 mars 1965 i Oscars församling i Stockholm, var en svensk ögonläkare. Han var son till Erik Nordenson och Bertha Nordenson samt bror till Harald Nordenson.
Nordenson var 1931–1948 professor i oftalmiatrik vid Karolinska institutet. Han blev 1940 ledamot av Vetenskapsakademien. Wilhelm Nordenson är begravd på Solna kyrkogård.